# Fainuaadhamhuraa
Fainuaadhamhuraa est une petite île inhabitée des Maldives.

## Géographie
Fainuaadhamhuraa est située dans le centre des Maldives, à l'Est de l'atoll Faadhippolhu, dans la subdivision de Lhaviyani. L'île est désormais de taille très réduite.